# Enregistrement perpendiculaire
 (avril 2012).

Schéma de l'enregistrement longitudinal et de l'enregistrement perpendiculaire.

L’enregistrement perpendiculaire (ou Perpendicular Magnetic Recording, PMR) est une technique d'enregistrement sur disque dur. Son intérêt a été démontré pour la première fois par Shun-ichi Iwasaki (en), alors professeur à l'université du Tōhoku, au Japon en 1976, et sa première implémentation commercialisée a été faite en 2005.

## Avantages
Cette technique est censée offrir une densité au moins trois fois supérieure à un enregistrement classique (longitudinal), sur le même support. Elle permet ainsi d'augmenter la densité des données sur les plateaux de disque dur.
Des études ont été menées dans les années 1980 pour appliquer l'idée aux disquettes et surtout aux bandes magnétiques (notamment par TDK, qui, avec sa bande à double couche et aimantation en U, affirmait multiplier la densité par 30, face aux supports de l'époque), mais sans succès.[réf. nécessaire]
On est aux limites des possibilités de l'enregistrement longitudinal, estimées entre 100 et 200 gigabits par pouce carré, à cause de l'effet superparamagnétique (bien que cette estimation soit constamment réévaluée).[réf. nécessaire]
Hitachi a atteint en laboratoire une densité de 230 Gbit/pouce et envisage de commercialiser des disques d'une capacité de 1 To, en 2007,.

## Inconvénient
La densité de stockage est plus faible qu'avec la technique SMR. Pour l'archivage, on lui préfère donc des disques utilisant l'enregistrement SMR.
Pour la rapidité, les SSD ont remplacé les disques durs classiques.